# Det Danske Spejderkorps
Det Danske Spejderkorps (DDS), grundad 1909 av Cay Lembcke, är med sina c:a 26 000 medlemmar fördelade på 450 kårer Danmarks största scoutförbund.
DDS är med i Fællesrådet for Danmarks Drengespejdere (FDD) och därmed också i världsorganisationen för scoutrörelsen, World Organization of the Scout Movement (WOSM), och världsflickscoutsamfundet, World Association of Girl Guides and Girl Scouts (WAGGGS).

## Scoutdräkt
Det Danske Spejderkorps har en gemensam scoutskjorta men ingen gemensam halsduk utan varje kår väljer själv färgen på denna.